# Kruszyna (Hucisko)
Kruszyna – część wsi Hucisko w Polsce położona w województwie świętokrzyskim, w powiecie kieleckim, w gminie Strawczyn.
W latach 1975–1998 Kruszyna administracyjnie należała do województwa kieleckiego.